# ABC (Yet Another BitTorrent Client)
ABC es un software libre, cliente BitTorrent de código abierto basado en BitTornado. Utiliza un sistema de cola con preferencia de la prioridad, preferencias globales y locales (por torrent) para descargar el torrent (incluyendo el límite del grado de subida y descarga), 3 opciones de subida para aplicar a archivos terminados, y un sistema llamado "Encargado de la Velocidad de Subida" (URM en inglés) para forzar torrents fuera de la cola si no hay un pre-set establecido de actividad de subida. También cuenta con una extensa interfaz web en ABC, permitiendo a otras aplicaciones ver y cambiar torrents y preferencias remotamente.
Está escrito en Python usando el wxPython.
Hay dos modos para este cliente de BitTorrent:
- LH-ABC
- ABC_OKC

Ambos incluyen soporte para RSS y muchas otras características útiles.